# Yang Pei-An
Yang Pei-An (chino tradicional: 楊培安; chino simplificado: 杨培安, pinyin: Yang Péi'ān; Wade-Giles: Yang Peian) (5 de junio de 1971, Kaohsiung), también conocido como Roger Yang, es un cantante de rock taiwanés conocido por "descubrir" el talento a la edad de 35 años en la industria de la música de Taiwán con la exitosa canción "I Believe " (我 相信) que estableció su centro neurálgico, demostró sus habilidades vocales, lo que le llevó a ser Bautizado como el "Príncipe Iron Lung" (铁 肺 王子) por los medios de comunicación taiwaneses y los "agudos Dios" (高音 之 神) por sus fanes. También ha sido alabado como el "Music 101" (音乐界 的 101), hace referencia a cómo sus notas altas por perforar la cima de los éxitos como en Taipéi 101, mientras que su canto es a menudo comparado con el fallecido Chang Yu-Sheng, debido a su inclinación de dicho artista cantando sus canciones y su capacidad similar para cantar notas altas sin esfuerzo y con claridad sin necesidad de utilizar falsete. Las canciones de Yang se utilizan a menudo en anuncios o por los concursantes como Jing Chang en concursos de canto, debido a su nivel de dificultad.

## Discografía
| Año  | Detalles del Álbum                                                                                            | Chart positions | Lista |
| Año  | Detalles del Álbum                                                                                            | TWN             | Lista |
| ---- | --- | --------------- | --- |
| 2006 | 午夜兩點半的我 - Release date: August, 2006 - 1st Studio album - Formats: CD, digital download                | 5               | 1. "我相信" 2. "這該死的愛" 3. "午夜兩點半的我" 4. "下雨天" 5. "天天都想你" 6. "男人心" 7. "只有我做得到" 8. "因為你...因為愛" 9. "愛上你是一個錯" 10. "風雨中的羽翼" 11. "今宵多珍重" |
| 2007 | 楊培安II - Release date: February, 2007 - 2nd Studio album - Formats: CD, digital download                    | 4               | 1. "痛也不說出口的我" 2. "完美世界" 3. "謝謝讓我愛上你" 4. "盡情看我" 5. "愛不能從頭" 6. "快樂的歌" 7. "愛是飛翔還是墜落" 8. "讓全世界為我們加油" 9. "永恆" 10. "陽光燦爛的日子" 11. "小小羊兒要回家" |
| 2008 | 楊培安III - Release date: February, 2008 - 3rd Studio album - Formats: CD, digital download                   | 4               | 1. "假裝" 2. "沒有白活" 3. "你一直都在" (featuring 蕭煌奇) 4. "Dusky Angel" 5. "只要再看你一眼" (featuring 戴愛玲) 6. "你離去" 7. "我的驕傲" 8. "等待" 9. "流淚的河" 10. "酸風柳樹" 11. "大海" |
| 2008 | 10,000 THANKS ... LIVE AND MORE - Release date: June, 2008 - 4th Studio album - Formats: CD, digital download | 10              | 1. "組曲 - 小小羊兒要回家 + 流淚的河" 2. "風中的羽翼" (ft. 蕭煌奇) 3. "組曲 - 科學小飛俠 + 小甜甜 + 無敵鐵金剛" 4. "Faithfully" 5. "ラブ‧スト─リ─は突然に (突然發生的愛情故事)" 6. "組曲-這該死的愛 / 痛也不說出口的我" 7. "假裝" 8. "我相信" 9. "大海" 10. "Careless Whisper" (featuring 蕭煌奇) 11. "一樣的月光" (featuring 蕭煌奇) 12. "親愛的小孩" (featuring 六個小孩) 13. "真我最自由" (featuring 鹿鼎記) 14. "感恩的心" (featuring 阿信) |
| 2009 | 抒‧情-EP - Release date: July, 2009 - 1st Extended play - Formats: CD, digital download                       | N/A             | 1. "有你有明天" (featuring 符瓊音) 2. "左邊右邊" 3. "忘記你不如失去你" 4. "故事未完成" (featuring 劉虹翎) 5. "Without You" |

### Como artista invitado
| Año  | Canción                                    | Chart positions | Álbum      |
| Año  | Canción                                    | TWN             | Álbum      |
| ---- | ------------------------------------------ | --------------- | ---------- |
| 2006 | "心愛的她" (許晉豪 featuring 楊培安)       | N/A             | 我愛你     |
| 2008 | "共鳴" (蕭煌奇 featuring 楊培安)           | N/A             | 我是蕭煌奇 |
| 2010 | "只要再看你一眼" (戴愛玲 featuring 楊培安) | N/A             | 跳痛       |
| 2010 | "不能等" (符瓊音 featuring 楊培安)         | N/A             | 很久没哭了 |

### Otras obras
| Año  | Canción               | Chart positions | Álbum                          | Personaje      |
| Año  | Canción               | TWN             | Álbum                          | Personaje      |
| ---- | --------------------- | --------------- | ------------------------------ | -------------- |
| 2005 | "天地無聲" (楊培安)   | N/A             | 劫之末世 OST                   | Singer         |
| 2005 | "挑戰" (楊培安)       | N/A             | 中華職棒 OST                   | Writer, Singer |
| 2008 | "看見全世界" (楊培安) | N/A             | 2009 Kaohsiung World Games OST | Singer         |
| 2008 | "High Five" (楊培安)  | N/A             | 2009 Kaohsiung World Games OST | Singer         |

### DVD releases
Yang has released two CD+DVD albums.
| Year | Album Details                                                                                   | Chart positions | Track Listings |
| Year | Album Details                                                                                   | TWN             | Track Listings |
| ---- | ----------------------------------------------------------------------------------------------- | --------------- | --- |
| 2007 | 楊培安II - Release date: February, 2006 - 2nd Studio album - Formats: CD+DVD                    | 4               | 1. "痛也不說出口的我" 2. "完美世界" 3. "謝謝讓我愛上你" 4. "盡情看我" 5. "愛不能從頭" 6. "快樂的歌" 7. "愛是飛翔還是墜落" 8. "讓全世界為我們加油" 9. "永恆" 10. "陽光燦爛的日子" 11. "小小羊兒要回家" |
| 2008 | 10,000 THANKS ... LIVE AND MORE - Release date: June, 2008 - 4th Studio album - Formats: CD+DVD | N/A             | 1. "組曲 - 小小羊兒要回家 + 流淚的河" 2. "風中的羽翼" (ft. 蕭煌奇) 3. "組曲 - 科學小飛俠 + 小甜甜 + 無敵鐵金剛" 4. "Faithfully" 5. "ラブ‧スト─リ─は突然に (突然發生的愛情故事)" 6. "組曲-這該死的愛 / 痛也不說出口的我" 7. "假裝" 8. "我相信" 9. "大海" 10. "Careless Whisper" (featuring 蕭煌奇) 11. "一樣的月光" (featuring 蕭煌奇) 12. "親愛的小孩" (featuring 六個小孩) 13. "真我最自由" (featuring 鹿鼎記) 14. "感恩的心" (featuring 阿信) |